# Gäddgölen, Blekinge
Gäddgölen är en sjö i Karlskrona kommun i Blekinge och ingår i Lyckebyån-Nättrabyåns kustområde.